# 戀愛少女與守護之盾
《戀愛少女與守護之盾》（ The code name is "SHIELD-9"）是AXL於2007年6月29日發售的戀愛冒險類型成人遊戲。2008年11月20日由Alchemist發售PlayStation 2版《戀愛少女與守護之盾 -The shield of AIGIS-》。2010年7月29日發售PlayStation Portable版《戀愛少女與守護之盾 Portable》。2014年2月14日由萌えAPP發售Android版和iOS版。2016年2月26日發售續作《戀愛少女與守護之盾 ～薔薇之聖母～》（恋する乙女と守護の楯 ～薔薇の聖母～）。
2019年AXL將戀愛少女與守護之盾兩作的版權轉讓給製作團隊人員GOU，12月19日由ENTERGRAM發售PlayStation 4、PlayStation Vita、任天堂Switch版《戀愛少女與守護之盾 ～薔薇之聖母～》，2020年3月27日由戲畫 Team AIGIS發售重製版《戀愛少女與守護之盾 Re:boot The "SHIELD-9"》。

## 故事簡介
如月修史為保安公司「AEGIS(アイギス，意為宙斯之盾)」所屬之新人精英，代號「Shield Nine」，有著絕對的危機感知力及一流的敏捷反應，多次成功保護政要人物。這回新任務是保護女子學園中的兩名議員千金春日崎雪乃與樁原蓮，在課長的強制要求下只好男扮女裝化身成女學生進行保護任務。在學園平靜的氣氛下，卻是危機四伏，每一人都可能是狙擊手…。

## 登場人物
※聲優名標示為 PC版、廣播劇CD版 / PS2版

### 主要角色
如月修史/山田妙子（聲：釘宮理惠(廣播劇CD、PS2、PSP)）
本作男主角，保安公司AEGIS新人精英，代號Shield Nine，有著優秀的保護經驗。雖然是男子，但有著少年身材與中性的容貌，故給課長強迫易裝成女生混入女生學園進行任務。
運動能力與反射神經奇高，危機感知一流。防禦與保護能極高，遺憾射擊能力一般。對女生沒有抵抗力，容易流鼻血。
以「鄉下大地主的女兒」身份入學，設定成孤兒，監護人為課長。在理事長安排下特別加入撫子會以貼身保護春日崎雪乃及椿原蓮兩名千金。
意外地有著非常優秀的衣物織造能力，一晚就造出一套比其他女生更出色的戲服。
武器主要為手槍，亦有用上拖把及鐵柱型燭台。
雖然討厭女裝，但卻十分適合，甚至會令同性愛上及妒嫉。
春日崎雪乃（聲：青山ゆかり / 友永朱音）
春日崎財閥的大小姐，聖德蘭學院（Saint Teresia）三年級學生，為撫子會(即學生會)會長。在平常大家閏秀外表之下，獨處時會變成另一副任性大小姐個性。是主角如月優先保護對象。
全校女生憧憬的對象，有著「姐姐大人」的稱呼。興趣是紅茶和讀書，雖然會照顧人、具責任感，但非常高傲又高壓，時常充滿自信。
把主角當作什麼都不懂的鄉下少女來看待（雖然主角也這樣自稱），因而擅自以把他培養成名副其實的淑女作為賦予自己的義務。故而對主角的言行異常挑剔，經常為他進行淑女教程，一旦發現行為不對便虐打他。
椿原蓮（聲：風音 / 櫻井浩美）
與主角同樣是二年級學生，性格正直且正義感極強，注重正義不會饒恕邪惡陰險的存在，是鋤強扶弱的類型。一手包攬全校運動部的超級運動型少女，有著「學園的奧斯卡大人」(即學園王子)的外號。是如月主角第二保護對象。
在老師面面前扮演著淑女，但一旦只有知道自己根底的人在的時候，瞬間就會變得碎碎念。極度怕鬼，當恐懼到達極限時便會暴走。
國家議員的獨生女。興趣是籃球、吃大量甜品。雖也愛好下廚，但廚藝是殺人級的差勁。
在房中運動時有裸體的習慣，更常常想脫主角的衣服。
新城鞠奈（聲：北都南 / 田口宏子）
有著「學園吉祥物」的稱呼，蘿莉身型的她雖然招人喜愛但其實真正的她是一個小惡魔般的腹黑專家，隱藏了邪惡的小惡魔屬性。知道她本性的只有很少一部分人，主角就是其中之一。在撫子會中擔任會計的工作。
想到各種各樣的惡作劇後就會戲弄周圍的人來作樂，視主角為犬、下僕、奴隸來看待。把主角看作是容易戲弄的鄉下少女，從而用各種方法來戲弄他。
憑著是理事長的孫女而為所欲為，但其實這是為了轉移自己因雙親不在而產生的寂寞感。興趣是上網和園藝。
真田設子（聲：松田理沙 / 力丸乃梨子）
二年級學生，蓮、有里、主角的同班同學。乃舉止溫柔的大和撫子，但同時也是不知人情世故的大小姐。其清楚可憐的一舉一動，被高聲譽為學園第一的淑女，在一部分女子之間她比雪乃還要受歡迎。
不擅長嫉妒他人及惡言相向，永遠文文靜靜，說話也很柔弱，予人楚楚可憐之感。好像曾有女學生向她表白。
對家族絕對尊重，從不為自己考慮甚麼，只會服從父親的說話。與椿原蓮相比，她的料理技術更為差勁，幾近是零，叫人意外。
真身是敵組織派來潛伏在校的殺手，行動時會換成與平常截然不同的殺氣口吻。與修史一樣，自小由組織拾回來養大。
會使用大殺傷力炸彈及格鬥術，以及槍械、小刀。
穗村有里（聲：如月葵→猫屋敷舞（重製版） / 吉田愛理）
與主角不同，是從別處組織送來的精英，同樣進行對千金的保護，而且事前已由入手的情報知道主角的身份及真正性別，是學園中除校長外第二位知道主角是男性的人。
戰鬥及護衛能力完全不高，但潛入及情報收集能力極為優秀，因而經常作為聯絡員而活躍，對主角的護衛工作有良好協助作用。
待人友善的性格和表裡如一的言行使得其深受周圍喜愛，但大腦斷線後比誰都可怕。沒有具體的興趣與愛好，但最近好像陷入減肥困擾之中。
內心似乎對主角懷著自卑感，偶爾會與主角對抗或戲弄他。
武器為手槍。
綾小路若菜（聲：無 / 田村由香里）
PS2版的新角色。端莊嫻淑，適合撐陽傘的大小姐。
中西里緒（聲：無 / 矢作紗友里）
PS2版的新角色。AIGIS後勤人員，做事輕巧伶俐。

### 其他角色
櫻庭優（聲：茶谷やすら / 永田佳代）
一年級學生，把主角當作「姐姐大人」仰慕。身材又小又可愛，簡直像妖精一樣，因而很受前輩們喜愛。
與鞠奈在同一班級，其開朗的性格很受大家喜愛。其運動神經超群，偶爾會很讓周圍的人吃驚。
真正身份是行刺鞠奈的殺手，本名劉小燕，中國人，是一名擅長中國拳法及暗器的高手。叫人意外的是「她」與修史一樣是男扮女裝，於一年前混入學園。
武器是短刀、鎖鏈、長棍、雙節棍。
星野麗美（聲：このかなみ / 加藤雅美）
學園的國語教師，本校畢業生，完全的大家閨秀。明明是大人卻很純真，不懂懷疑他人。
雖然像一名溫柔得沒底的可愛的姐姐一樣，但不知哪裡少根筋而有點天然呆。毫不懷疑主角是女孩子，認為可能剛從鄉下過來連左右都還分不清，而拚命地照顧他。
家世是有名的音樂世家，本人的鋼琴也有著堪比半職業的技術。
（聲：一色光 / 田中涼子）
從教會處派遣過來的意大利修女，為學園中教堂的工作人員之一。謹言慎行又楚楚可憐的她，是學園的迷途的小羊們很好的交談對象。
無論何時都面帶笑容，在溫柔言行的她身旁，過來商談人生、商談戀愛的女學生們絡繹不絕。
事實上她是雙生姊妹中其中一人，平常是其中一人在人前活動，行刺時二人會合體向對方作出攻擊，或由其中一方進行偷襲。
武器是手槍(單槍或雙槍)。
笹塚隆平（聲：先割れスプーン）
擔任學園的臨時生物教師，因為模樣俊美所以很受女學生歡迎。
對於藥物的知識知識豐富，也很擅長調和，甚至製作毒物。性格有點自戀。
武器有慢性毒藥、催眠藥及弩弓，理論上連即效性毒物也有，但似乎沒有使用。
後期因為鞠奈也被列為保護對象而回來學校成為主角的助手保護鞠奈。
課長（聲：岡崎優 / 矢尾一樹）
主角的上司，背地裡是AEGIS所屬特殊要人護衛課的課長。原本是身經百戰的傭兵，現今已退役。本次護衛作戰的立案者兼負責人，強令主角化成女裝混入學園也是他的主意。
似乎有特殊癖好，收藏大量女性衣物及用品，並把它們全供給主角在學園享用。
經常幻想主角喜歡女裝，更會無故要求他把學園女生生活片段(包括更衣如廁)燒錄成DVD寄給他欣賞。

## 製作人員
- 插圖、原畫：瀨之本久史
- 劇本：長谷川藍
- 音樂：PELVISMUSIC inc

## 主題曲
片頭曲「shield nine」
歌：Rita，作詞：，作・編曲：iyuna
蓮＆鞠奈片尾曲
歌：茶太，作詞：，作・編曲：iyuna
設子＆有里片尾曲「wind of change」
歌：iyuna，作詞：，作・編曲：iyuna
雪乃片尾曲「eternal smile」
歌：真理繪，作詞：，作・編曲：iyuna

## 相關商品

### 漫畫
- 《恋する乙女と守護の楯 -The Shield of AIGIS-》
  - 於《月刊Comp Ace》連載漫畫版。2009年6月26日發售 原作：AXL、著者：綾野なおと (ISBN 978-4-04-715259-5)

### 小說
由集英社Super Dash文庫發行的輕小說版。台灣由青文代理。原作：AXL、著者：和泉フセヤ、插畫：瀨之本久史。
- 『恋する乙女と守護の盾 -The Shield of AIGIS- (上)』 戀愛少女與守護之盾 上 -The shield of AIGIS -
  - 2008年10月25日發售(ISBN 978-4-08-630453-5)台版ISBN：9789862563243
- 『恋する乙女と守護の盾 -The Shield of AIGIS- (下)』
  - 2009年3月25日發售(ISBN 978-4-08-630472-6)

## 評價
《戀愛少女與守護之盾 Re:boot The "SHIELD-9"》在萌系遊戲大賞2020中獲得的概念獎金獎。